# Eleições autárquicas portuguesas de 1997 no distrito de Setúbal
| Eleições autárquicas portuguesas de 1997 Distritos: Aveiro \| Beja \| Braga \| Bragança \| Castelo Branco \| Coimbra \| Évora \| Faro \| Guarda \| Leiria \| Lisboa \| Portalegre \| Porto \| Santarém \| Setúbal \| Viana do Castelo \| Vila Real \| Viseu \| Açores \| Madeira |

## Resultados por concelho
Os resultados nos concelhos do Distrito de Setúbal foram os seguintes:

### Alcácer do Sal
| Partido                 | Partido                        | Votos  | %               | +/-   | Vereadores | +/-     |
| ----------------------- | ------------------------------ | ------ | --------------- | ----- | ---------- | ------- |
|                         | Coligação Democrática Unitária | 4 858  | 58,33 / 100,00  | 12,65 | 5 / 7      | 2       |
|                         | Partido Socialista             | 2 658  | 31,91 / 100,00  | 2,65  | 2 / 7      | 1       |
|                         | Partido Social Democrata       | 420    | 5,04 / 100,00   | 7,03  | 0 / 7      | 1       |
|                         | Partido Popular                | 90     | 1,08 / 100,00   | 3,29  | 0 / 7      | Estável |
| Votos Inválidos         | Votos Inválidos                | 303    | 3,64 / 100,00   | 0,32  |            |         |
| Total                   | Total                          | 8 329  | 100,00 / 100,00 |       | 7 / 7      |         |
| Eleitorado/Participação | Eleitorado/Participação        | 13 338 | 62,45 / 100,00  | 1,11  |            |         |

### Alcochete
| Partido                 | Partido                        | Votos | %               | +/-  | Vereadores | +/-     |
| ----------------------- | ------------------------------ | ----- | --------------- | ---- | ---------- | ------- |
|                         | Coligação Democrática Unitária | 3 038 | 50,42 / 100,00  | 1,51 | 3 / 5      | Estável |
|                         | Partido Socialista             | 2 331 | 38,69 / 100,00  | 3,59 | 2 / 5      | Estável |
|                         | Partido Social Democrata       | 398   | 6,61 / 100,00   | 4,02 | 0 / 5      | Estável |
|                         | Partido Popular                | 87    | 1,44 / 100,00   | 0,71 | 0 / 5      | Estável |
| Votos Inválidos         | Votos Inválidos                | 171   | 2,84 / 100,00   | 0,38 |            |         |
| Total                   | Total                          | 6 025 | 100,00 / 100,00 |      | 5 / 5      |         |
| Eleitorado/Participação | Eleitorado/Participação        | 9 819 | 61,36 / 100,00  | 7,00 |            |         |

### Almada
| Partido                 | Partido                           | Votos   | %               | +/-  | Vereadores | +/-     |
| ----------------------- | --------------------------------- | ------- | --------------- | ---- | ---------- | ------- |
|                         | Coligação Democrática Unitária    | 35 161  | 45,90 / 100,00  | 0,56 | 6 / 11     | Estável |
|                         | Partido Socialista                | 23 817  | 31,09 / 100,00  | 1,07 | 4 / 11     | 1       |
|                         | Partido Social Democrata          | 10 594  | 13,83 / 100,00  | 3,93 | 1 / 11     | 1       |
|                         | Partido Popular                   | 1 476   | 1,93 / 100,00   | 1,78 | 0 / 11     | Estável |
|                         | União Democrática Popular         | 1 025   | 1,34 / 100,00   | -    | 0 / 11     | -       |
|                         | PCTP/MRPP                         | 934     | 1,22 / 100,00   | -    | 0 / 11     | -       |
|                         | Partido Socialista Revolucionário | 408     | 0,53 / 100,00   | Novo | 0 / 11     | Novo    |
| Votos Inválidos         | Votos Inválidos                   | 3 184   | 4,15 / 100,00   | 0,98 |            |         |
| Total                   | Total                             | 76 599  | 100,00 / 100,00 |      | 11 / 11    |         |
| Eleitorado/Participação | Eleitorado/Participação           | 147 479 | 51,94 / 100,00  | 4,74 |            |         |

### Barreiro
| Partido                 | Partido                        | Votos  | %               | +/-  | Vereadores | +/-     |
| ----------------------- | ------------------------------ | ------ | --------------- | ---- | ---------- | ------- |
|                         | Coligação Democrática Unitária | 16 130 | 40,36 / 100,00  | 3,40 | 4 / 9      | Estável |
|                         | Partido Socialista             | 15 953 | 39,92 / 100,00  | 4,15 | 4 / 9      | Estável |
|                         | Partido Social Democrata       | 4 342  | 10,86 / 100,00  | 3,44 | 1 / 9      | Estável |
|                         | Partido Popular                | 762    | 1,91 / 100,00   | 0,22 | 0 / 9      | Estável |
|                         | PCTP/MRPP                      | 661    | 1,65 / 100,00   | 0,29 | 0 / 9      | Estável |
|                         | União Democrática Popular      | 494    | 1,24 / 100,00   | -    | 0 / 9      | -       |
| Votos Inválidos         | Votos Inválidos                | 1 622  | 4,06 / 100,00   | 0,93 |            |         |
| Total                   | Total                          | 39 964 | 100,00 / 100,00 |      | 9 / 9      |         |
| Eleitorado/Participação | Eleitorado/Participação        | 76 595 | 52,18 / 100,00  | 5,93 |            |         |

### Grândola
| Partido                 | Partido                        | Votos  | %               | +/-   | Vereadores | +/-     |
| ----------------------- | ------------------------------ | ------ | --------------- | ----- | ---------- | ------- |
|                         | Coligação Democrática Unitária | 3 835  | 48,19 / 100,00  | 0,03  | 4 / 7      | Estável |
|                         | Partido Socialista             | 2 700  | 33,93 / 100,00  | 11,76 | 3 / 7      | 2       |
|                         | Partido Social Democrata       | 827    | 10,39 / 100,00  | 13,51 | 0 / 7      | 2       |
|                         | União Democrática Popular      | 148    | 1,86 / 100,00   | -     | 0 / 7      | -       |
|                         | Partido Popular                | 110    | 1,38 / 100,00   | 0,99  | 0 / 7      | Estável |
| Votos Inválidos         | Votos Inválidos                | 338    | 4,25 / 100,00   | 0,91  |            |         |
| Total                   | Total                          | 7 958  | 100,00 / 100,00 |       | 7 / 7      |         |
| Eleitorado/Participação | Eleitorado/Participação        | 13 467 | 59,09 / 100,00  | 9,38  |            |         |

### Moita
| Partido                 | Partido                        | Votos  | %               | +/-  | Vereadores | +/-     |
| ----------------------- | ------------------------------ | ------ | --------------- | ---- | ---------- | ------- |
|                         | Coligação Democrática Unitária | 12 294 | 45,25 / 100,00  | 7,54 | 5 / 9      | 1       |
|                         | Partido Socialista             | 9 053  | 33,32 / 100,00  | 9,73 | 3 / 9      | 1       |
|                         | Partido Social Democrata       | 2 757  | 10,15 / 100,00  | 4,17 | 1 / 9      | Estável |
|                         | PCTP/MRPP                      | 691    | 2,54 / 100,00   | 0,09 | 0 / 9      | Estável |
|                         | Partido Popular                | 617    | 2,27 / 100,00   | 0,03 | 0 / 9      | Estável |
|                         | União Democrática Popular      | 472    | 1,74 / 100,00   | -    | 0 / 9      | -       |
| Votos Inválidos         | Votos Inválidos                | 1 286  | 4,74 / 100,00   | 0,92 |            |         |
| Total                   | Total                          | 27 170 | 100,00 / 100,00 |      | 9 / 9      |         |
| Eleitorado/Participação | Eleitorado/Participação        | 56 715 | 47,91 / 100,00  | 4,86 |            |         |

### Montijo
| Partido                 | Partido                        | Votos  | %               | +/-   | Vereadores | +/-     |
| ----------------------- | ------------------------------ | ------ | --------------- | ----- | ---------- | ------- |
|                         | Partido Socialista             | 8 305  | 45,30 / 100,00  | 21,70 | 4 / 7      | 2       |
|                         | Coligação Democrática Unitária | 5 723  | 31,21 / 100,00  | 6,40  | 2 / 7      | 1       |
|                         | Partido Social Democrata       | 2 872  | 15,66 / 100,00  | 15,49 | 1 / 7      | 1       |
|                         | Partido Popular                | 352    | 1,92 / 100,00   | 1,85  | 0 / 7      | Estável |
|                         | PCTP/MRPP                      | 216    | 1,18 / 100,00   | -     | 0 / 7      | -       |
|                         | União Democrática Popular      | 165    | 0,90 / 100,00   | -     | 0 / 7      | -       |
| Votos Inválidos         | Votos Inválidos                | 702    | 3,83 / 100,00   | 0,04  |            |         |
| Total                   | Total                          | 18 335 | 100,00 / 100,00 |       | 7 / 7      |         |
| Eleitorado/Participação | Eleitorado/Participação        | 35 891 | 51,09 / 100,00  | 4,29  |            |         |

### Palmela
| Partido                 | Partido                        | Votos  | %               | +/-  | Vereadores | +/-     |
| ----------------------- | ------------------------------ | ------ | --------------- | ---- | ---------- | ------- |
|                         | Coligação Democrática Unitária | 9 878  | 50,44 / 100,00  | 8,69 | 4 / 7      | Estável |
|                         | Partido Socialista             | 6 529  | 33,34 / 100,00  | 2,58 | 3 / 7      | 1       |
|                         | Partido Social Democrata       | 1 797  | 9,18 / 100,00   | 8,43 | 0 / 7      | 1       |
|                         | Partido Popular                | 522    | 2,67 / 100,00   | 2,40 | 0 / 7      | Estável |
| Votos Inválidos         | Votos Inválidos                | 859    | 4,39 / 100,00   | 0,61 |            |         |
| Total                   | Total                          | 19 585 | 100,00 / 100,00 |      | 7 / 7      |         |
| Eleitorado/Participação | Eleitorado/Participação        | 38 784 | 50,50 / 100,00  | 4,32 |            |         |

### Santiago do Cacém
| Partido                 | Partido                        | Votos  | %               | +/-  | Vereadores | +/-     |
| ----------------------- | ------------------------------ | ------ | --------------- | ---- | ---------- | ------- |
|                         | Coligação Democrática Unitária | 6 967  | 45,02 / 100,00  | 5,54 | 4 / 7      | Estável |
|                         | Partido Socialista             | 4 767  | 30,80 / 100,00  | 7,48 | 2 / 7      | Estável |
|                         | Partido Social Democrata       | 2 548  | 16,47 / 100,00  | 1,60 | 1 / 7      | Estável |
|                         | Partido Popular                | 465    | 3,00 / 100,00   | 1,70 | 0 / 7      | Estável |
| Votos Inválidos         | Votos Inválidos                | 728    | 4,70 / 100,00   | 1,35 |            |         |
| Total                   | Total                          | 15 475 | 100,00 / 100,00 |      | 7 / 7      |         |
| Eleitorado/Participação | Eleitorado/Participação        | 27 512 | 56,25 / 100,00  | 9,30 |            |         |

### Seixal
| Partido                 | Partido                           | Votos   | %               | +/-  | Vereadores | +/-     |
| ----------------------- | --------------------------------- | ------- | --------------- | ---- | ---------- | ------- |
|                         | Coligação Democrática Unitária    | 26 352  | 50,91 / 100,00  | 6,48 | 6 / 11     | Estável |
|                         | Partido Socialista                | 11 539  | 22,29 / 100,00  | 2,39 | 3 / 11     | 1       |
|                         | Partido Social Democrata          | 9 712   | 18,76 / 100,00  | 3,61 | 2 / 11     | 1       |
|                         | Partido Popular                   | 1 153   | 2,23 / 100,00   | 1,59 | 0 / 11     | Estável |
|                         | União Democrática Popular         | 656     | 1,27 / 100,00   | -    | 0 / 11     | -       |
|                         | Partido Socialista Revolucionário | 282     | 0,54 / 100,00   | Novo | 0 / 11     | Novo    |
| Votos Inválidos         | Votos Inválidos                   | 2 069   | 4,00 / 100,00   | 0,81 |            |         |
| Total                   | Total                             | 51 763  | 100,00 / 100,00 |      | 11 / 11    | 2       |
| Eleitorado/Participação | Eleitorado/Participação           | 106 194 | 48,74 / 100,00  | 8,16 |            |         |

### Sesimbra
| Partido                 | Partido                        | Votos  | %               | +/-   | Vereadores | +/-     |
| ----------------------- | ------------------------------ | ------ | --------------- | ----- | ---------- | ------- |
|                         | Partido Socialista             | 7 169  | 45,18 / 100,00  | 7,79  | 4 / 7      | 1       |
|                         | Coligação Democrática Unitária | 4 399  | 27,72 / 100,00  | 12,27 | 2 / 7      | 1       |
|                         | Partido Social Democrata       | 3 374  | 21,26 / 100,00  | 4,99  | 1 / 7      | Estável |
|                         | Partido Popular                | 263    | 1,66 / 100,00   | 1,30  | 0 / 7      | Estável |
| Votos Inválidos         | Votos Inválidos                | 664    | 4,19 / 100,00   | 0,80  |            |         |
| Total                   | Total                          | 15 869 | 100,00 / 100,00 |       | 7 / 7      |         |
| Eleitorado/Participação | Eleitorado/Participação        | 26 825 | 59,16 / 100,00  | 4,05  |            |         |

### Setúbal
| Partido                 | Partido                           | Votos  | %               | +/-   | Vereadores | +/-     |
| ----------------------- | --------------------------------- | ------ | --------------- | ----- | ---------- | ------- |
|                         | Partido Socialista                | 15 967 | 37,14 / 100,00  | 14,70 | 4 / 9      | 2       |
|                         | Coligação Democrática Unitária    | 13 896 | 32,32 / 100,00  | 9,16  | 3 / 9      | 1       |
|                         | Partido Social Democrata          | 7 909  | 18,39 / 100,00  | 2,79  | 2 / 9      | 1       |
|                         | Partido Popular                   | 1 377  | 3,20 / 100,00   | 1,19  | 0 / 9      | Estável |
|                         | União Democrática Popular         | 644    | 1,50 / 100,00   | -     | 0 / 9      | -       |
|                         | PCTP/MRPP                         | 547    | 1,27 / 100,00   | 0,05  | 0 / 9      | Estável |
|                         | Partido Socialista Revolucionário | 529    | 1,23 / 100,00   | Novo  | 0 / 9      | Novo    |
| Votos Inválidos         | Votos Inválidos                   | 2 127  | 4,95 / 100,00   | 2,27  |            |         |
| Total                   | Total                             | 42 996 | 100,00 / 100,00 |       | 9 / 9      |         |
| Eleitorado/Participação | Eleitorado/Participação           | 93 397 | 46,04 / 100,00  | 8,31  |            |         |

### Sines
| Partido                 | Partido                        | Votos  | %               | +/-  | Vereadores | +/-     |
| ----------------------- | ------------------------------ | ------ | --------------- | ---- | ---------- | ------- |
|                         | Coligação Democrática Unitária | 2 982  | 44,11 / 100,00  | 7,08 | 4 / 7      | Estável |
|                         | Partido Socialista             | 2 502  | 37,01 / 100,00  | 5,49 | 3 / 7      | 1       |
|                         | Partido Popular                | 735    | 10,87 / 100,00  | 8,00 | 0 / 7      | Estável |
|                         | Partido Social Democrata       | 282    | 4,17 / 100,00   | 6,42 | 0 / 7      | 1       |
| Votos Inválidos         | Votos Inválidos                | 259    | 3,83 / 100,00   | 1,24 |            |         |
| Total                   | Total                          | 6 760  | 100,00 / 100,00 |      | 7 / 7      |         |
| Eleitorado/Participação | Eleitorado/Participação        | 11 068 | 61,08 / 100,00  | 0,76 |            |         |